# روبرت ألن
روبرت ألن (بالإنجليزية: Robert Allen (Virginia))‏ (و. 1794 – 1859 م) هو سياسي، ومحام من الولايات المتحدة الأمريكية .